# 11685 Адамкаррі
11685 Адамкаррі (1998 FW19, 1996 XL9, 11685 Adamcurry) — астероїд головного поясу, відкритий 20 березня 1998 року.
Тіссеранів параметр щодо Юпітера — 3,534.